# Bernard Bragg
Bernard Nathan Bragg (Brooklyn, 27 settembre 1928 – Los Angeles, 29 ottobre 2018) è stato un attore statunitense, membro della comunità sorda, inventò il Visual Vernacular e co-fondò la National Theatre of the Deaf (Teatro nazionale dei Sordi).